# Ružomberok
Ružomberok (prononcé [ˈruʒɔmberɔk], en allemand : Rosenberg ; en hongrois : Rózsahegy) est une ville située dans la région de Žilina, dans le nord de la Slovaquie. C'est le chef-lieu du district de Ružomberok.

## Géographie

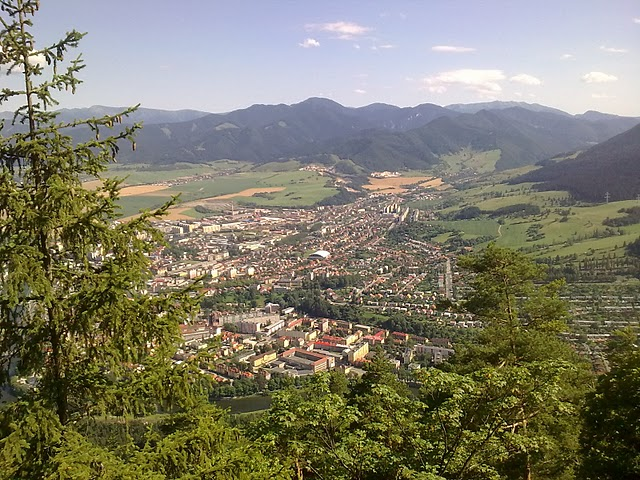
Vue sur la ville.

La ville se situe à l'extrémité ouest d'un grand vallon au pied des Basses Tatras et de la Grande Fatra, traversé par la rivière Váh. Elle permet d'avoir une vue panoramique suggestive sur les montagnes environnantes. Le centre-ville se trouve à 63 kilomètres à l'est de Žilina, à 193 kilomètres au nord-ouest de Košice, et à 264 kilomètres au nord-est de Bratislava.
Le territoire communal comprend également le village de Vlkolínec, fondé au XIVe siècle, qui fait partie de la liste du patrimoine mondial de l'UNESCO depuis 1993. Il doit ce statut à son caractère de village typique des Carpates occidentales, dont la structure, le style et l'architecture n'ont que peu été modifiés à travers les âges.

### Transports
La gare de Ružomberok, entrée en service le 8 décembre 1871, est reliée à la ligne 180 de Žilina à Košice, une section du corridor paneuropéen Va. L'édifice entretenu par les Chemins de fer de la République slovaque fait partie du patrimoine classé.
Les routes I/18 (E50) et I/59 (E77) se croisent dans la ville. Une extension de l'autoroute D1 et de la voie rapide R1 vers Ružomberok est envisagée.

## Histoire
La première mention écrite du lieu de terra Reuche date de 1233 ; il a reçu sa reconnaissance officielle en tant que ville en 1318. À cette époque, les domaines appartenant au royaume de Hongrie ont été soumis à la colonisation germanique. En 1339, Ružomberok acquit le statut officiel de ville libre royale, avant son incorporation dans le comitat de Liptó en 1390. Au cours des années 1431 à 1434, les hussites pillèrent la ville.

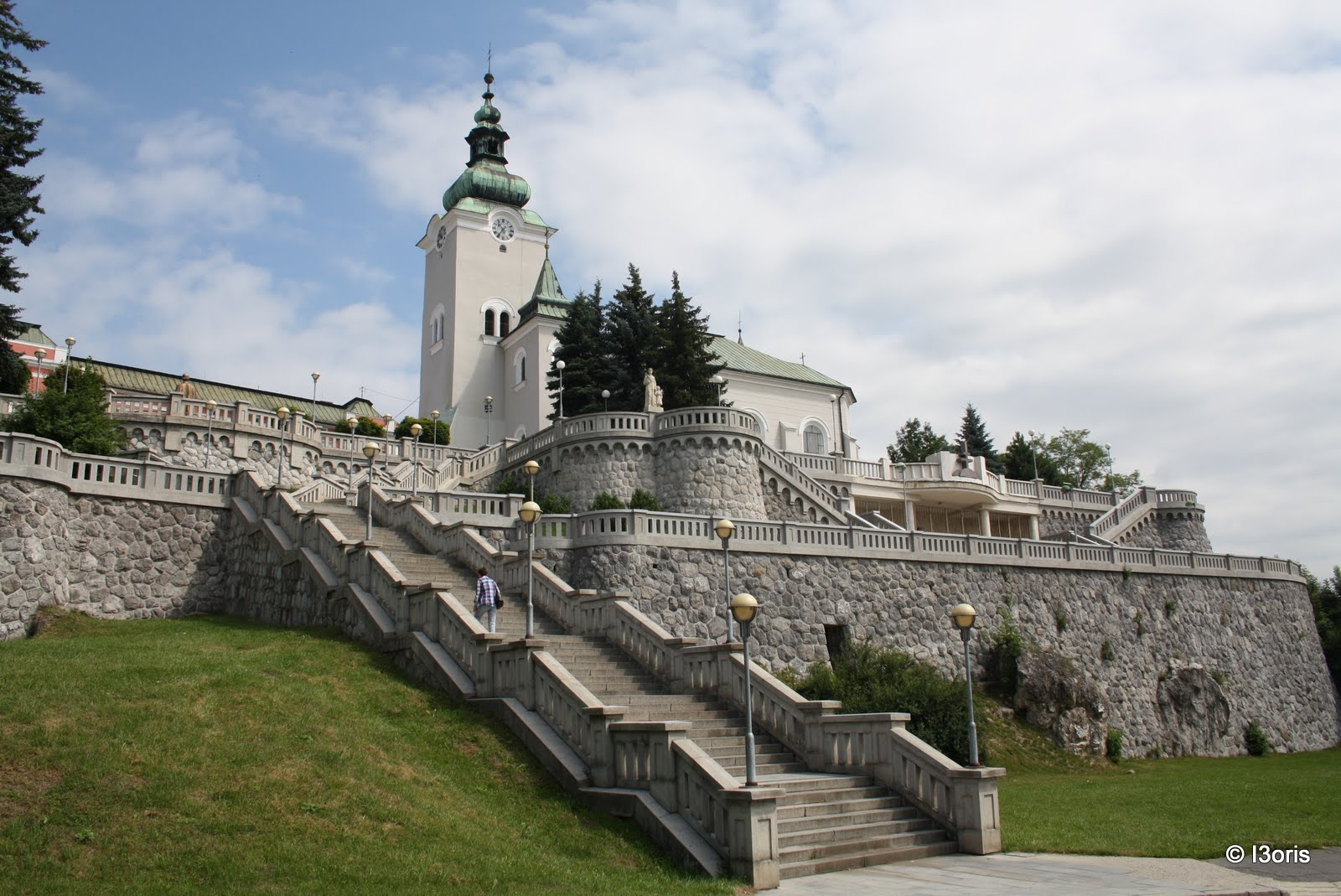
L'église Saint-André.

Alors que les Ottomans occupent la majeure partie du pays, la région de Haute-Hongrie reste dans la Hongrie royale au sein de la monarchie de Habsbourg. Jusqu'à la fin de la Première Guerre mondiale, la ville faisait partie de la monarchie autrichienne (empire d'Autriche), dans la province de Hongrie en 1850  ; après le compromis de 1867, évidemment dans les pays de la Couronne de saint Étienne (« Transleithanie »), au royaume de Hongrie. Depuis la fin du XIXe siècle, les habitants slovaques feront l'objet des mesures de la magyarisation.
Après la dissolution de l'Autriche-Hongrie en 1918, la ville appartenait à la République tchécoslovaque. Ružomberok fut pendant la Seconde Guerre mondiale le chef-lieu de la région des Tatras (Tatranská Župa) comprenant tout le centre-nord de la République slovaque. Après le déclenchement du soulèvement national slovaque contre les unités d'occupation allemandes en août 1944, des combats de grande ampleur se sont produits dans la ville et dans ses alentours.

## Démographie

### Évolution de la population
| Année:               | 1994.  | 2004.   | 2014.   | 2024.   |
| -------------------- | ------ | ------- | ------- | ------- |
| Nombre de personnes: | 30 660 | 30 058  | 27 551  | 26 384  |
| Différence:          |        | -1,96 % | -8,34 % | -4,23 % |

| Année:               | 2023.  | 2024.   |
| -------------------- | ------ | ------- |
| Nombre de personnes: | 26 548 | 26 384  |
| Différence:          |        | -0,61 % |

## Tourisme
Le Skipark Ružomberok est, avec 12 km de pistes, une des 5 principales stations de ski de Slovaquie.
La station est notamment équipée d'une télécabine moderne reliant la ville à la station d'altitude (900 m), ainsi que d'un télésiège de 4 places, en plus de 9 téléskis. Les pistes, situées entre 567 m et 1 209 m d'altitude, sont dans l'ensemble larges et régulières. Ružomberok prétend disposer de la plus longue piste de Slovaquie avec une piste de retour en vallée de plus de 4 km.

## Personnalités
- Andrej Hlinka, prêtre catholique et politicien y est né le 27 septembre 1864 ;
- Dušan Makovický (1866-1921), médecin personnel de Léon Tolstoï ;
- Leo Kestenberg, pianiste et professeur de musique, y est né le 27 novembre 1882 ;
- Aubin Eyraud, polytechnicien, ingénieur et professeur de mathématiques à l'université d'Oxford y est né le 5 mars 1885 alors que son père Aubin Eyraud, ambassadeur-auxiliaire de France en Hongrie attaché à la communauté slovaque, était en poste à Presbourg ;
- Le cinéaste Peter Lorre y est né le 26 juin 1904 ;
- Jozef Vengloš (1936-2021), footballeur et entraîneur ;
- Dušan Galis, né le 24 novembre 1949, ancien joueur et entraineur de football ;
- Viliam Hýravý, né le 26 novembre 1962, footballeur ;
- Milan Luhový, né le 1er janvier 1963, footballeur ;
- Iveta Bieliková, née le 17 août 1966, joueuse de basket-ball ;
- Tatiana Kutlíková, née le 27 septembre 1972, fondeuse ;
- Boris Lenko, accordéoniste, y est né le 27 août 1965 ;
- Dušan Švento, né le 1er août 1985, footballeur international.

## Jumelages
- Děčín (Tchéquie)
- Bački Petrovac (Serbie)
- Hlučín (Tchéquie)
- Gospić (Croatie)